# دو نفر در راه (لاست)
«دو نفر در راه» بیستمین قسمت از فصل دوم سریال تلویزیونی درام آمریکایی لاست و به طور کلی چهل و پنجمین قسمت سریال است. این قسمت به تهیه‌کنندگی ناظر الیزابت سارنوف و تهیه‌کننده کریستینا ام کیم نوشته شده و توسط پل ادواردز کارگردانی شده است. اولین بار در ۳ می ۲۰۰۶ در ایالات متحده از شرکت پخش رسانه‌ای آمریکا پخش شد. در این قسمت، فلش‌بک‌ها اطلاعات بیشتری در مورد گذشته آنا لوسیا نشان می‌دهد، در حالی که در زمان حال، آنا لوسیا سعی می‌کند یک اسلحه برای کشتن هنری به دست آورد و مایکل به بقیه بازماندگان باز می‌گردد.
قسمت «دو نفر در راه» بطور کلی نظر منتقدانی که از کشته شدن آنا لوسیا و لیبی شوکه شده بودند را جلب کرد، میشل رودریگز و سینتیا واتروس، بازیگران زن، چندین ماه قبل از پخش متهم به رانندگی در حالت مستی شده بودند، اما تهیه‌کنندگان بعداً در چندین مصاحبه ادعا کردند که مرگ آنها برای بیش از یک سال برنامه‌ریزی شده بود. این قسمت تا ۱۵٫۰۳ میلیون بار توسط بینندگان آمریکایی تماشا شده است که نشان‌دهنده کاهش میزان تماشاگر نسبت به رتبه سال قبل است.  سارنوف و کیم برای نوشتن این قسمت نامزد جایزه انجمن نویسندگان آمریکا برای بهترین درام اپیزودیک شدند. 

## طرح
فلاش‌بک‌ها مستقیماً پس از تیراندازی آنا لوسیا کورتز (میشل رودریگز) به جیسون (آرون گلد) در قسمت «برخورد» آغاز می‌شود. پس از رسیدن به ایستگاه پلیس روز بعد، مادر آنا لوسیا، ترزا کورتز (راشل تیکوتین ) به دخترش مشکوک می‌شود و از او سوال می‌کند و باعث می‌شود آنا لوسیا اداره پلیس را ترک کند. او هنگامی که در یک فرودگاه کار می‌کند، کریستین شفرد (جان تری) را ملاقات می‌کند که او را به عنوان محافظ برای سفر خود به استرالیا استخدام می‌کند. یک شب، آنا لوسیا و کریستینِ مست به خانه‌ای می روند، جایی که کریستین از یک زن بلوند (گابریل فیتزپاتریک) درخواست می‌کند که دخترش را ببیند. آنا بعد از اینکه می‌بیند بحث از کنترل خارج می‌شود، مداخله می‌کند و کریستین را به داخل ماشین می‌کشاند. آنا لوسیا در نهایت از شیطنت‌های کریستین خسته می‌شود و او را در یک بار رها می‌کند، جایی که وقتی کریستین در ماشینش را باز می‌کند، برای مدت کوتاهی با ساویر روبرو می‌شوند. آنا به فرودگاه می‌رود، در آستانه سوار شدن به پرواز ۸۱۵ و با مادرش تماس می‌گیرد و عذرخواهی می‌کند و به او می‌گوید که می‌خواهد اوضاع را درست کند. ترزا می‌گوید که در لس آنجلس منتظر آنا لوسیا خواهد بود.
در زمان حال، آنا لوسیا شروع به بازجویی از هنری گیل در دریچه می‌کند، اما ناگهان هنری به او حمله می کند و تنها زمانی متوقف می‌شود که جان لاک (تری اوکوئین) او را بیهوش می‌کند. لاک از هنری می‌پرسد که چرا به آنا لوسیا حمله کرد اما هرگز سعی نکرده به او صدمه بزند. هنری می‌گوید که لاک «یکی از خوبان» است. اگرچه لیبی (سینتیا واتروس) به آنا لوسیا توصیه می‌کند که سعی نکند از هنری انتقام بگیرد، او مصمم است و ساویر (جاش هالووی) اسلحه می‌خواهد، اما درخواستش رد می‌شود. آنا لوسیا برمی گردد و بعد از اینکه سایر هنوز از دادن اسلحه به او امتناع می‌کند، با او رابطه جنسی برقرار می کند و می تواند حواس او را به اندازه کافی منحرف کند تا اسلحه‌اش را بدزدد. جک شپرد (متیو فاکس) و کیت آستن (اوانجلین لیلی) با مایکل داوسون (هارولد پرینو) بازگشتند. مایکل از خواب بیدار می‌شود و به همه در دریچه می‌گوید که دیگران را ردیابی کرده و متوجه شده است که آنها در وضعی بدتر از بازماندگان زندگی می‌کنند. او همچنین می‌گوید که وقتی سالم شد، یک ماموریت نجات برای بازپس گیری پسرش والت لوید (مالکوم دیوید کلی) ترتیب خواهد داد. پس از اینکه لاک و جک شروع به برنامه‌ریزی یک ماموریت نجات برای والت می‌کنند، متوجه می شوند که به اسلحه‌های بیشتری نیاز دارند و به سراغ ساویر می‌روند که متوجه می‌شود آنا لوسیا اسلحه او را دزدیده است. در جای دیگر، هرلی (خورخه گارسیا) یک پیک‌نیک عاشقانه برای خود و لیبی برنامه‌ریزی کرده است، اما هرلی گم می‌شود و آنها را به ساحل بازماندگان هدایت می‌کند. در آنجا او متوجه می‌شود که فراموش کرده است یک پتو بیاورد و لیبی پیشنهاد می‌کند که برای برداشتن پتو به دریچه بازگردد. او همچنین به هرلی پیشنهاد می‌کند که از رز و برنارد برای پیک‌نیک شراب بخواهد، پیشنهادی که هرلی از شنیدن آن خوشحال می‌شود. در همین حال، در دریچه، مایکل از آنا لوسیا می‌پرسد که چه خبر است و او چند چیز را توضیح می‌دهد: سایر اسلحه‌ها، جک، لاک و کیت برای گرفتن اسلحه‌ها باقی مانده‌اند و آنها در حال حاضر یکی از دیگران به نام هنری را در داخل اسلحه‌خانه اسیر کرده‌اند. آنا لوسیا می‌وید که هنری در اوایل روز سعی کرد او را بکشد و پس از آن اگرچه او قصد کشتن هنری را داشت اما نتوانست ماشه را بکشد. مایکل پیشنهاد انجام این کار را می‌دهد، اما پس از اینکه او اسلحه را به او می‌دهد، او برمی‌گردد و به آنا لوسیا شلیک می‌کند. لیبی با پتوها وارد می‌شود و مایکل را متعجب‌زده می‌کند و باعث می‌شود که به او نیز شلیک کند. سپس مایکل وارد اسلحه خانه‌ای می شود که هنری در آن نگهداری می‌شود. مایکل به جای شلیک به هنری، به بازوی خود شلیک می‌کند.

آنا لوسیا کورتز و لیبی اسمیت هر دو به ضرب گلوله مایکل داوسون کشته شدند.

## تولید

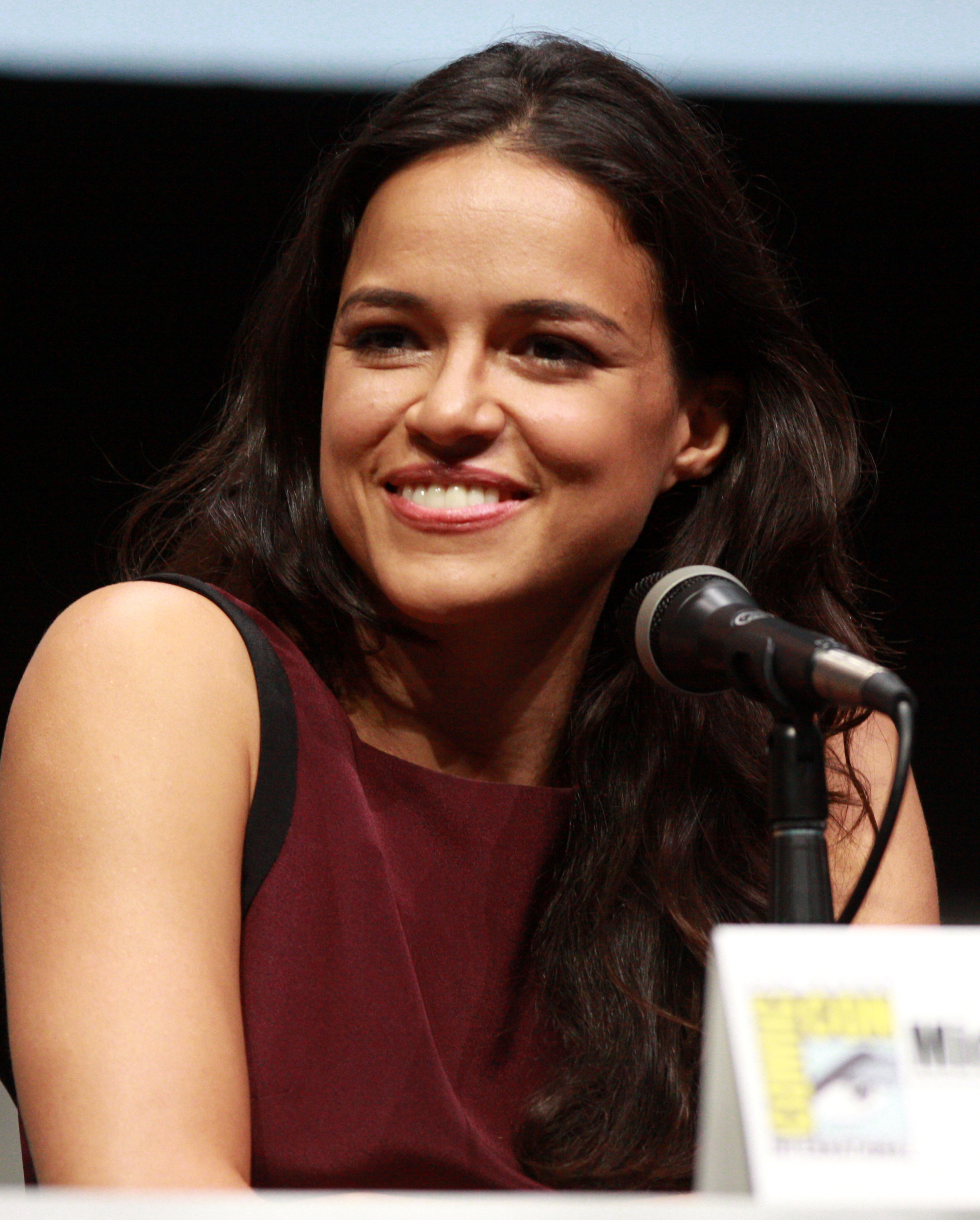
تهیه‌کنندگان شایعات مربوط به کشته‌شدن آنا لوسیا به دلیل رفتار میشل رودریگز را تکذیب کرده بودند.

«» دومین قسمت از این مجموعه به کارگردانی پل ادواردز بود. ادواردز پیش از این اپیزود «کیت چه کرد» را کارگردانی کرده بود. این اپیزود توسط الیزابت سارنوف و کریستینا ام کیم نوشته شده است، این قسمت سومین قسمتی بود که این دو با هم نوشته بودند.
مکان‌های متعددی در اوآهو به‌عنوان مکان فیلمبرداری این قسمت استفاده شد. پشت بام در دول کنری به عنوان پشت‌بام اداره پلیس لس آنجلس فیلمبرداری شد. آشپزخانه مرکز همایش هاوایی تغییر کرد تا بازیگران و عوامل لاست بتوانند از آن به عنوان سردخانه استفاده کنند، همچنین از مرکز همایش برای صحنه‌های فرودگاه نیز استفاده شد. باری که کریستین شپرد در فلش‌بک‌ها به آن رفت، در واقع رستوران اسکله ماهیگیری در بندر کوالو بیسین است. صحنه در اتاق هتل آنا لوسیا در هتل رنیسنس لیکای وایکیکی فیلمبرداری شده است. صحنه‌های ساحل طبق معمول در ساحل پاپایلوا در اوآهو فیلمبرداری شد. 
مرگ آنا لوسیا و لیبی باعث گمانه‌زنی‌هایی شد که آنها به دلیل رانندگی در حال مستی که میشل رودریگز و سینتیا واتروس دو بازیگران زن در ۱ دسامبر ۲۰۰۵ در عرض ۱۵ دقیقه از یکدیگر دریافت کردند، کشته شدند. واتروس به گناه خود اعتراف کرد، ۳۷۰ دلار جریمه شد و مجوز او به مدت ۹۰ روز به حالت تعلیق درآمد. رودریگز ابتدا اعتراف به بی‌گناهی کرد، اما در آوریل به جرم خود اعتراف کرد و به پنج روز در کانون اصلاح و تربیت اوآهو محکوم شد، اما به دلیل ازدحام بیش از حد زندان، تنها ۶۵ ساعت در زندان ماند.  در فوریه ۲۰۰۶، یواس ویکلی ادعا کرد که یکی از افراد داخلی به آنها گفته است که تهیه کنندگان لاست از رفتار رودریگز ناامید شده‌اند و قصد دارند شخصیت او را بکشند.  بلافاصله پس از پخش «»، نویسندگان دیمون لیندلوف و کارلتون کیوز به تی‌وی گاید گفتند که هنگام صحبت با رودریگز در مورد نقش آنا لوسیا، او گفت که علاقه‌مند خواهد بود، اما فقط برای یک سال. پس از نشستن با او، آن دو بسیار تحت تأثیر انرژی او قرار گرفتند و تصمیم گرفتند برنامه خود را طوری تنظیم کنند که کاراکتر او فقط یک فصل باقی بماند. از آنجایی که تماشاگران واکنش منفی نسبت به آنا-لوسیا داشتند، تهیه‌کنندگان فکر می‌کردند که مرگ او باعث همدردی کافی طرفداران نمی‌شود، بنابراین تصمیم گرفتند که لیبی، که بسیار مورد پسند بود، نیز باید به دلیل تأثیر عاطفی کشته شود.  لیندلوف به یاد می‌آورد که بعد از اینکه متوجه شدند رودریگز و واتروس هر دو مرتکب جرم رانندگی در حالت مستی شدند، نگران بود که به نظر می رسد کشتن آنا و لیبی تلاش تهیه‌کنندگان برای گفتن «مست رانندگی نکن!» بود، و حتی فکر اینکه بازنویسی مجدد فیلمنامه اینطور به نظر نمی‌رسد، اما تهیه کنندگان تصمیم گرفتند فقط آن را همانطور که بود نگه دارند. لیندلوف همچنین شایعاتی مبنی بر کشته شدن رودریگز را رد کرد، زیرا میشل «کاملاً حرفه‌ای بود و با بقیه بازیگران خوب کنار می‌آمد.» به گفته لیندلوف و کیوس، واتروس از کشته‌شدن لیبی بسیار ناراحت بود و تهیه کنندگان برای او احساس بدی داشتند، بنابراین به او کمک کردند تا در یک برنامه آزمایشی برای یک برنامه در شبکه سی‌بی‌اس به نام زندگی سابق من شرکت کند، اگرچه این موضوع مورد توجه قرار نگرفت.  

## پذیرایی
«» توسط ۱۵٫۰۳میلیون بیننده آمریکایی تماشا شده است که این میزان ۱٫۵ میلیون کمتر از سال قبل بوده است.  این قسمت به طور کلی نقدهای مثبتی از منتقدان دریافت کرد. سی‌کی سمپل از تی‌وی اسکواد نوشت که «» «یک اپیزود عالی بود که کاملاً از آن لذت بردم» اگرچه او احساس بدی برای سایر و هوگو داشت. سمپل همچنین نوشت که اگرچه او مشکوک بود که آنا لوسیا و لیبی می‌میرند، اما فکر می‌کرد که «شگفت‌انگیز این بود که چه کسی به آنها شلیک کرد».  مک اسلوکام از فیلم‌فودر نوشت که این قسمت حاوی «بزرگترین ... پیچش ... تاکنون» است. اسلوکام ادامه داد که اگر اپیزود را ندیده بودید، «وووو [کذا]   آیا شما در حال درمان هستید؟»، و این دو قتل را «دوز» نامید.  اسلوکام آنا لوسیا را "یک ملکه درام" نامید. او همچنین احساس می‌کرد که مرگ لیبی «یکی از غم‌انگیزترین چیزهایی است که دیده‌ایم» و گفت که «معادل یک سلاح هسته‌ای است که تمام شخصیت‌های فینال <i id="mwfg">M*A*S*H</i> را از بین می‌برد.  وب‌سایت تلویزیون بدون ترحم به این اپیزود نمره B+ داد.  تهیه‌کننده ناظر الیزابت سارنوف و تهیه‌کننده کریستینا ام. کیم در مراسم فوریه ۲۰۰۷ برای نوشتن این قسمت نامزد جایزه انجمن نویسندگان آمریکا برای بهترین قسمت درام شدند. 

## لینک‌های خارجی
- "دو نفر در راه" در ABC
- «دو نفر در راه» در IMDb